# هرمان إرهارت
هرمان إرهارت (بالألمانية: Hermann Erhardt)‏ (و. 1903 – 1958 م) هو ممثل مسرحي، وممثل أفلام ألماني، ولد في لاندسهوت، توفي في فيينا، عن عمر يناهز 55 عاماً.

## وصلات خارجية
- هرمان إرهارت على موقع IMDb (الإنجليزية)
- هرمان إرهارت على موقع ألو سيني (الفرنسية)
- هرمان إرهارت على موقع أول موفي (الإنجليزية)
- هرمان إرهارت على موقع قاعدة بيانات الأفلام السويدية (السويدية)
- هرمان إرهارت على موقع قاعدة بيانات الفيلم (الإنجليزية)
- هرمان إرهارت على موقع كينوبويسك (الروسية)